# Ordine al merito indiano
L’Ordine al merito indiano (ingl. Indian Order of Merit) era un'onorificenza conferita dal Regno Unito in quanto sovrano dell'Impero Indiano.

## Storia
La medaglia venne introdotta per la prima volta dalla East India Company nel 1837 e venne assunta dalla corona britannica nel 1858 a seguito delle rivolte del 1857 che portarono l'India sotto il diretto controllo inglese. L'Ordine al merito indiano era un'onorificenza di galanteria concessa ai soldati nativi indiani tra il 1837 ed il 1907 quando venne introdotta la Indian Distinguished Service Medal e quando la Victoria Cross venne aperta anche ai soldati nativi nel 1911. L'ordine continuò ad ogni modo a persistere sino al 1947 quando l'India divenne indipendente dall'Inghilterra. I decorati potevano apporre le lettere postnominali IOM dopo il loro nome.

## Criteri di eleggibilità
L'Ordine venne concesso inizialmente in una sola classe che dal 1939 venne ampliata in due classi di benemerenza. Coloro che ricevevano l'onorificenza di II classe ricevevano il titolo di Bahadur (eroe) e coloro che ricevevano la prima classe ricevevano il titolo di Sardar Bahadur (capo eroico). L'Ordine era concesso prevalentemente ai militari di nazionalità indiana che avessero prestato servizio in India durante il governatorato britannico e solitamente veniva concesso agli ufficiali tra i 20 e i 30 anni di carriera.

## La medaglia

### Divisione militare
La medaglia venne originariamente introdotta con una divisione in tre classi (I, II e III) sino al 1907 quando le categorie vennero ridotte a I e II classe in quanto la precedente prima classe era ora occupata dalla Victoria Cross aperta anche ai nativi. La medaglia venne poi ridotta ulteriormente a un'unica classe, la I, nel 1944. Tecnicamente un insignito doveva essere in possesso delle classi inferiori per accedere a quella superiore, anche se accadde spesso che molti venissero insigniti direttamente di una classe superiore senza mai avere ricevuto altre decorazioni precedenti.

### Divisione civile
Venne resa disponibile anche una divisione civile in due classi tra il 1902 ed il 1939, poi ridotta a un'unica classe. Venne conferita molto raramente.

## Insegne

### III classe
Stella a otto punte in argento avente in centro una corona d'alloro d'argento circondante un disco centrale smaltato di blu con due spade incrociate e le parole Awarded for Valour, cambiate poi in Awarded for Gallantry nel 1944.

### II classe
Stella a otto punte in argento avente in centro una corona d'alloro in oro circondante un disco centrale smaltato di blu con due spade incrociate e le parole Awarded for Valour, cambiate poi in Awarded for Gallantry nel 1944.

### I classe
Stella a otto punte in oro avente in centro una corona d'alloro in oro circondante un disco centrale smaltato di blu con de spade incrociate e le parole Awarded for Valour, cambiate poi in Awarded for Gallantry nel 1944.

### Nastro
Blu scuro con ai lati una striscia rossa per parte.